# NOX2
NADPH-оксидаза 2, или gp91phox (NOX2, цитохром b-245, бета цепь) — основной фагоцитарный тип NADPH-оксидазы, клеточной мембранной оксидоредуктазы. Продуцирует супероксидный радикал, необходимый нейтрофилам и макрофагам для уничтожения микроорганизмов.

## Структура
NOX2 представляет собой белок из 570 аминокислот с молекулярной массой 65,3 кДа. 

## Патология
Мутации белка вызывают хронический грануломатоз, заболевание, характеризующееся неспособностью нейтрофилов и фагоцитов подавить микроорганизмы. Больные хроническим грануломатозом подвержены опасным бактериальным и грибковым инфекциям.